# Oberreute
Oberreute est une commune en Bavière en Allemagne. Elle est située à environ 5 kilomètres au nord de la frontière autrichienne, dans l'arrondissement de Lindau, dans le district de Souabe.